# Bellamy Young
Bellamy Young, pseudonimo di Amy Maria Young (Asheville, 19 febbraio 1970), è un'attrice statunitense.

## Biografia
Nata e cresciuta ad Asheville, Carolina del Nord, fu adottata in giovane età, tanto da non conoscere i suoi genitori biologici. Da giovane studiò balletto e tip-tap per poi laurearsi presso l'Università Yale.
Dopo la laurea si è trasferita brevemente a New York per studiare teatro e infine, nel 2000, a Los Angeles per portare avanti una carriera nella televisione e sul grande schermo.
Ha partecipato a numerosi spettacoli televisivi inclusi Law & Order, CSI: Miami, Scrubs, West Wing - Tutti gli uomini del Presidente, Frasier, NCIS, Grey's Anatomy, The X-Files e General Hospital; ha anche recitato in vari musical al Broadway tra cui The Life e Faust di Randy Newman. Oltre alla televisione e al teatro, Bellamy è apparsa in vari film come We Were Soldiers e Mission: Impossible III. Il suo maggior ruolo lo ha ottenuto nel 2012 come parte della serie televisiva Scandal, nella quale ha interpretato fino all'ultima stagione la first lady Melodie "Melly" Grant.

## Filmografia

### Cinema
- Black & White, regia di James Toback (1999)
- Picture This (1999)
- Mission (2001)
- Swatters (2002)
- We Were Soldiers - Fino all'ultimo uomo, regia di Randall Wallace (2002)
- Larceny, regia di Irving Schwartz (2004)
- Eve of Understanding (2006)
- Mission: Impossible III, regia di J. J. Abrams (2006)
- Simple Things (2007)
- Trust Me, regia di Andrew Kazamia (2007)
- One, Two, Many, regia di Michael DeLorenzo (2008)
- This Is Not a Test, regia di Chris Angel (2008)
- The Freebie, regia di Katie Aselton (2010)
- In My Sleep, regia di Allen Wolf (2010)
- Pound of Flesh (2010)
- Joint Body, regia di Brian Jun (2011)
- Last Day on Earth (2012)
- The Cottage (2012)
- Day Out of Days, regia di Zoe Cassavetes (2015)
- Offer & Compromise (2016)
- The Night Stalker, regia di Megan Griffiths (2016)
- Bernard and Huey, regia di Dan Mirvish (2017)
- Nelle pieghe del tempo (A Wrinkle in Time), regia di Ava DuVernay (2018)

### Cortometraggi
- Darcy's Off-White Wedding (2005)
- Tender as Hellfire (2009)

### Televisione
- Destini (Another World) - serie TV, ruolo ricorrente (1995)
- Law & Order - I due volti della giustizia (Law & Order) – serie TV, 3 episodi (1997-1998)
- An Englishman in New York – film televisivo (1998)
- Trinity – serie TV, 1 episodio (1998)
- The Drew Carey Show – serie TV, episodio 5x20 (2000)
- Nash Bridges – serie TV, episodio 6x09 (2000)
- X-Files (The X-Files) – serie TV, episodio 6x08 (2000)
- The District – serie TV, episodio 2x05 (2001)
- E.R. - Medici in prima linea (ER) – serie TV, episodio 8x07 (2001)
- Frasier – serie TV, episodio 9x17 (2002)
- For the People – serie TV (2002)
- Peacemakers - Un detective nel West (Peacemakers) – serie TV, 9 episodi (2003)
- American Dreams – serie TV,  episodi 2x03, 2x05 e 2x06 (2003)
- West Wing - Tutti gli uomini del Presidente – serie TV, episodio 5x10 (2004)
- Scrubs - Medici ai primi ferri (Scrubs) – serie TV, 6 episodi (2004/2009)
- NCIS - Unità anticrimine (NCIS) – serie TV, episodio 1x21 (2004)
- Squadra Med - Il coraggio delle donne (Strong Medicine) – serie TV, episodio 5x17 (2004)
- North Shore – serie TV, 1 episodio (2005)
- Medium – serie TV, episodio 2x07 (2005)
- La libreria del mistero (Mystery Woman) - serie di film TV, episodio 5
- CSI: Miami – serie TV, 6 episodi (2005-2006)
- Close to Home - Giustizia ad ogni costo (Close to Home) – serie TV, episodio 2x12 (2007)
- Grey's Anatomy – serie TV, episodi 3x22 - 3x23 (2007)
- Boston Legal' – serie TV, episodio 4x01 (2007)
- Private Practice – serie TV, 1 episodio (2007)
- Cold Case – serie TV, episodio 5x07 (2007)
- Dirty Sexy Money – serie TV, 9 episodi (2007-2008)
- Mask of the Ninja – film TV (2008)
- Due uomini e mezzo (Two and a Half Men) – serie TV, episodio 6x09 (2008)
- Knight Rider – serie TV, 2 episodi (2008-2009)
- Trust Me – serie TV, episodio 1x03 (2009)
- Ghost Whisperer - Presenze – serie TV, episodio 4x21 (2009)
- Supernatural – serie TV, episodio 5x01 (2009)
- Mayne Street – serie TV, 1 episodio (2009)
- Drop Dead Diva – serie TV, episodio 2x03 (2010)
- The Mentalist – serie TV, episodio 3x02 (2010)
- Edgar Floats – film TV (2010)
- Law & Order: LA – serie TV, episodio 1x03 (2010)
- Working Class – serie TV, 1 episodio (2011)
- United States of Tara – serie TV, episodi 3x03 - 3x04 (2011)
- Castle – serie TV, episodio 3x23 (2011)
- The Protector – serie TV, episodio 1x07 (2011)
- Criminal Minds – serie TV, 7 episodi (2011-2012)
- Franklin & Bash – serie TV, episodio 1x05 (2012)
- Scandal – serie TV, 124 episodi (2012-2018)
- Hell's Kitchen - reality show, episodio 13x05 (2014)
- Lip Sync Battle - game show, 1 episodio (2017)
- Whiskey Cavalier - serie TV, episodio 1x02 (2019)
- Dolly Parton: Le corde del cuore (Dolly Parton: Heartstrings) - serie TV, episodio 5 (2019)
- Prodigal Son - serie TV, 33 episodi (2019-2021)
- Fantasy Island – serie TV, episodio 1x01 (2021)

## Doppiatrici italiane
Nelle versioni in italiano delle sue opere, Bellamy Young è stata doppiata da:
- Laura Romano in Law & Order - I due volti della giustizia (ep. 8x07), Scrubs - Medici ai primi ferri (ep. 3x15, 3x18, 3x19)
- Francesca Fiorentini in Law & Order - I due volti della giustizia (ep. 9x09), Dirty Sexy Money
- Sabrina Duranti in Mission Impossible III, Dolly Parton: Le corde del cuore
- Alessandra Korompay in Law & Order: LA, Whiskey Cavalier
- Antonella Baldini in X-Files
- Daniela Calò in Scrubs - Medici ai primi ferri (ep. 3x20, 3x22)
- Francesca Guadagno in NCIS - Unità anticrimine
- Miriam Mesturino in CSI: Miami
- Barbara De Bortoli in Cold Case - Delitti irrisolti
- Daniela Abbruzzese in Due uomini e mezzo
- Laura Boccanera in Ghost Whisperer - Presenze
- Alessandra Chiari in American Dreams
- Anna Lana in Solo per una notte
- Anna Radici in Scandal
- Claudia Catani in Prodigal Son
- Emanuela Baroni in The Mentalist
- Giò Giò Rapattoni in Fantasy Island
- Michela Alborghetti in Nelle pieghe del tempo
- Rossa Caputo in Peacemakers